# Sjöförsäkrings AB Gauthiod

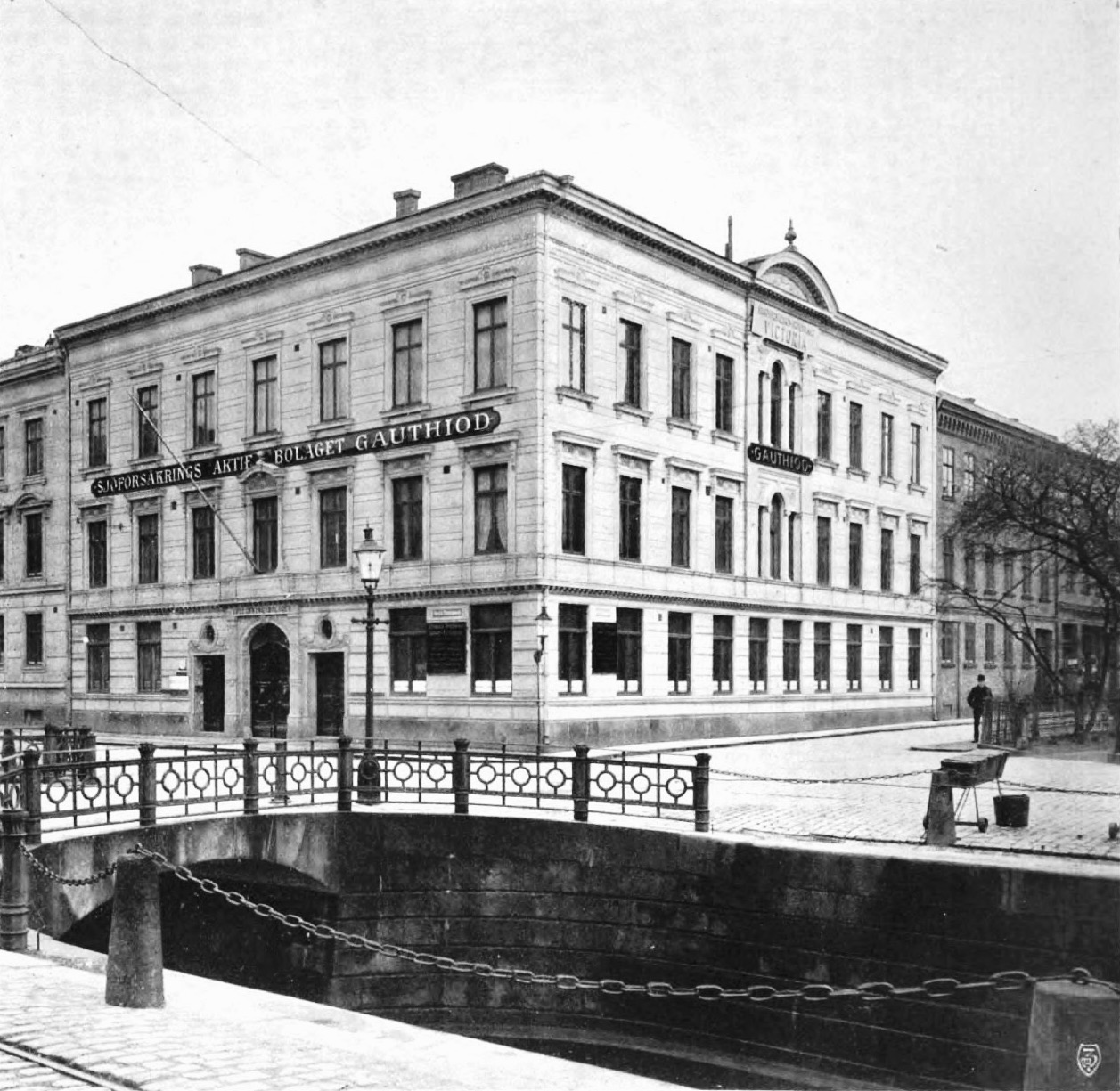
Gauthiods kontor vid Västra Hamngatan 10, år 1907.

Sjöförsäkrings AB Gauthiod var ett försäkringsbolag som bildades 1863 i Göteborg.

## Historia
Stiftarna av Sjöförsäkrings AB Gauthiod - ansett som det första moderna försäkringsbolaget i Sverige - var bland andra Oscar Ekman och Emil Ekman, Henning Frisell, August Röhss och August Leffler. Huvudkontor etablerades inledningsvis i konsul Oscar Ekmans hus, varifrån man efter ett år flyttade till Norra Hamngatan 14. År 1883 flyttades verksamheten till Västra Hamngatan 5, och år 1900 till Västra Hamngatan 10.
I början innehades positionen som verkställande direktör av Herman Henriques och Carl Mauritz Nyström, från 1865 av Harald Fleetwood, vilken 1892 efterträddes av J.P.L. Anderson. Under Fleetwoods tid byggdes bolaget upp. Ordförande i styrelsen har ofta varit någon ur familjen Ekman. Bolaget ägnade sig i första hand åt försäkring av transporter. Från 1870 tillhandahöll man även försäkringar mot totalförlust av fartyg, och från 1871 transport av varor över land. Gauthiod byggde upp sin verksamhet även utomlands, med agenturer i Oslo, Hamburg och Bremen.
År 1952 köpte Försäkringsaktiebolaget Svea-Nornan aktiemajoriteten i det 1945 bildade förvaltningsbolaget Argo, som ägde sjötransportförsäkringsaktiebolagen Ocean, Gauthiod och Sveriges Allmänna Sjöförsäkrings AB i Göteborg.

## Styrelseordförande
- 1919–1930: Gustaf Ekman
- 1930–1935: Carl Ekman[5]

## Verkställande direktörer
- 1926–1951 : Arvid T:son Bergendal[6]
- 1952–1961 : Gunnar K:son Kjellberg[7]